# Oelekam
Oelekam is een bestuurslaag in het regentschap Timor Tengah Selatan van de provincie Oost-Nusa Tenggara, Indonesië. Oelekam telt 1121 inwoners (volkstelling 2010).